# Batalla de Evesham
A mediados del siglo XIII el rey Enrique III, hijo primogénito de Juan Sin Tierra, reinaba en Inglaterra. Enrique fue proclamado rey con sólo nueve años, pero no gobernó hasta 1232.
Desde el principio de su reinado, Enrique III tuvo que hacer frente a la hostilidad de los barones del reino, cuyas rentas estaban gravadas por los derechos feudales restablecidos por su predecesor Enrique II. Al frente de ellos se encontraba el conde de Leicester, Simón V de Montfort, homónimo y tercer hijo del tristemente célebre artífice de la cruzada contra los albigenses, Simón IV de Montfort.
En 1258, los barones impusieron al rey las Provisiones de Oxford, por las que quedaba sometido al control de consejos y del parlamento. En 1264 se agravó el litigio y se pidió arbitraje al rey de Francia, San Luis. El Dictado de Amiens pronunciado por el monarca francés abolió las Provisiones de Oxford. Simón de Montfort, furioso, se rebeló contra Enrique III y le venció en la batalla de Lewes en mayo de 1264. Pero la desunión reinaba entre los barones, algunos de los cuales —como Gilbert de Clare, conde de Gloucester, que facilitó la evasión del príncipe Eduardo, el hijo primogénito de Enrique III— volvieron a ponerse del lado de este. Montfort cometió el error de subestimar la fuerza que se había constituido. A finales de julio de 1265 una idea le obsesionaba: hacer que su ejército cruzara al canal de Bristol.
El hijo de Montfort reunió un ejército considerable y acudió, a marchas forzadas, a socorrer a su padre. El 31 de julio estaba en Kenilworth, pero las tropas del príncipe Eduardo y las de Gloucester estaban cerca y pasaron al ataque el 1 de agosto. El ejército de Simón de Montfort el Joven fue desmantelado mientras, unos kilómetros más al sur, su padre hacía que sus tropas cruzaran el río. El 3 de agosto se encontraba en Evesham, junto al río Avon, y el príncipe Eduardo fue informado de ello.
La mañana del 4 de agosto se avisó a Simón de Montfort de la aproximación de una poderosa tropa. Ignoraba todavía la derrota de su hijo e imaginó que se trataba de su ejército.
El engaño fue total cuando el príncipe Eduardo hizo enarbolar, en el centro de su vanguardia, los estandartes capturados al enemigo. Pero Simón reconoció el estandarte real en el centro del cuerpo de batalla y en ese momento se dio cuenta de la superchería. A su derecha, vio las columnas con el estandarte de Clare y, en la retaguardia, el de Mortimer. La situación era desesperada y sólo los caballeros tenían la posibilidad de escapar sobre sus monturas. Otro de los hijos de Simón, Enrique de Montfort, decidido a demorar al enemigo, lo incitó a huir, pero el anciano, que no había abandonado nunca un campo de batalla, se negó, aunque propuso a los barones que escapasen. Ninguno de ellos aceptó la oferta.
Montfort organizó entonces su ejército con los caballeros a la cabeza y los hombres a pie detrás, y se lanzó contra los soldados del príncipe Eduardo. Pero sus tropas estaban constituidas sobre todo por galeses, que se dieron a la fuga ante el enemigo. Mientras el conde, rodeado por sus fieles, se encontró en medio de la refriega. El combate fue encarnizado. Las tropas reales flaquearon por un instante, pero las del conde de Gloucester atacaron por los flancos y la retaguardia.

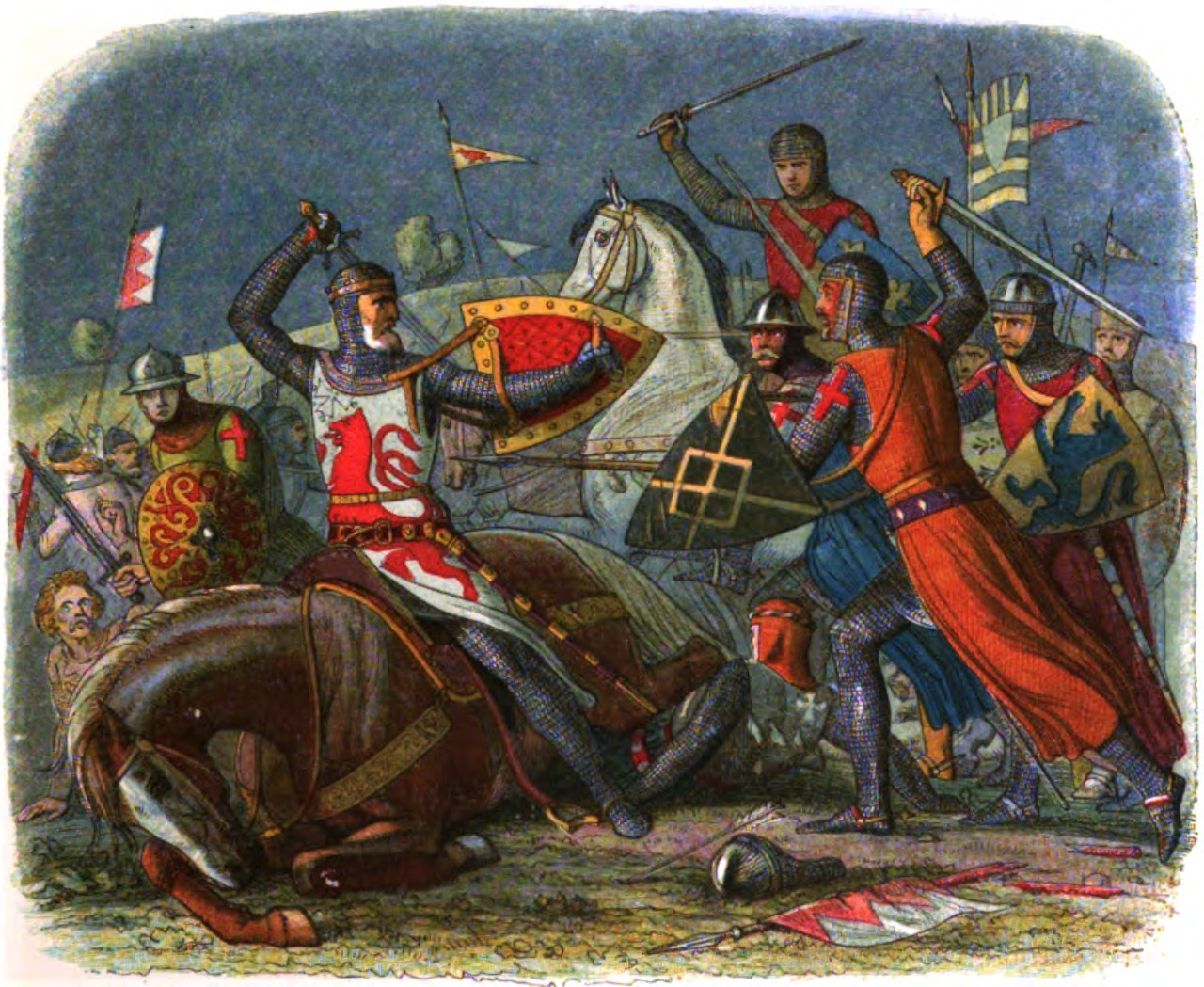
Muerte de Simón de Montfort. James William Edmund Doyle (1864).

Enrique de Montfort quedó mortalmente herido; también murió el caballo de Simón de Montfort. Este al ver a su hijo muerto, exclamó: Ya es hora de que muera, y se metió en la refriega. Recibió una herida mortal en la espalda cuando se enfrentaba a una docena de caballeros para los que era un gran honor combatir contra él. Todos sus fieles cayeron alrededor de él; los que no murieron quedaron heridos de gravedad. En apenas dos horas, el ejército de los barones quedó destrozado. En el combate perecieron 180 caballeros, 220 señores y 2000 infantes del ejército de Montfort y 5000 galeses.